# Škoda 6Tr

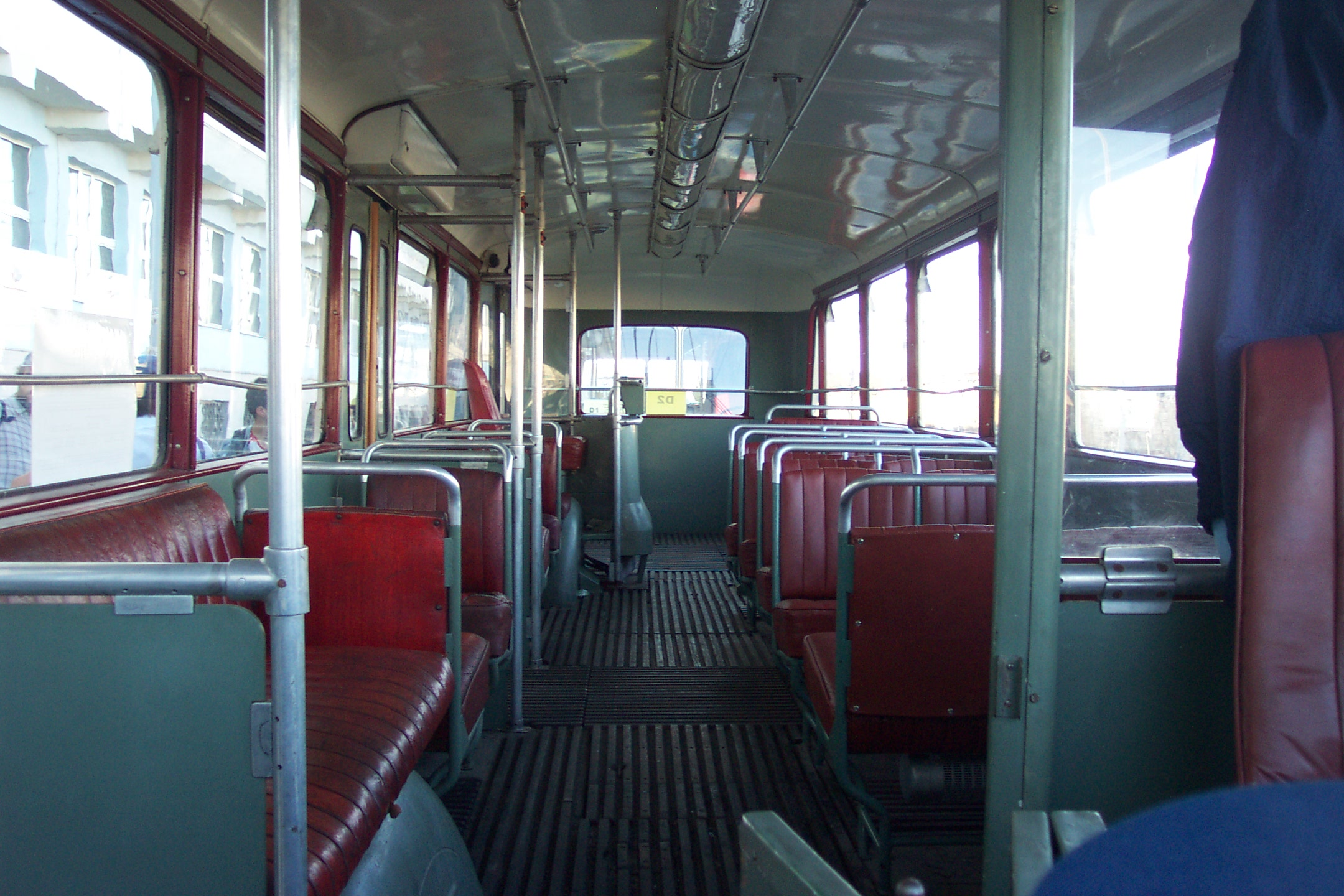
Interiér vozu 6Tr

Škoda 6Tr je typ československého trolejbusu vyráběného na konci 40. let 20. století firmou Škoda v Plzni.

## Konstrukce
Trolejbus 6Tr se od svých předchůdců výrazně lišil. Jednalo se o dvounápravový trolejbus se samonosnou karoserií. Pohon zajišťoval jeden sériový trakční motor. Kostra vozové skříně byla svařena ze speciálních lisovaných ocelových profilů a tvořila spolu s rámem jeden celek. Vnější strany karoserie byly oplechovány, vnitřek byl pokryt překližkou. Novinkou rovněž bylo příčné uspořádání sedadel pro cestující. V pravé bočnici vozu se nacházely troje skládací dveře (zadní byly čtyřkřídlé, ostatní dvoukřídlé).
Pro vůz 6Tr vyvinula Škoda nové sběrače a stahováky. Do té doby měly všechny trolejbusy značky Škoda tyto komponenty od pražské společnosti ČKD.

## Provoz
V roce 1949 bylo vyrobeno celkem 16 vozů.
| Současný stát | Město | Článek | Typ | Roky dodávek | Počet vozů | Evidenční čísla při dodání | Poznámky | Zdroj |
| ------------- | ----- | ------ | --- | ------------ | ---------- | -------------------------- | -------- | ----- |
| Česko         | Brno  | článek | 6Tr | 1949         | 15 kusů    | 1 – 15                     |          | [ 1 ] |
| Česko         | Plzeň | článek | 6Tr | 1950         | 1 kus      | 135                        |          | [ 1 ] |

Plzeňský vůz byl vyřazen v roce 1971 jako poslední svého typu.

## Historické vozy
| Původní provoz | Evidenční číslo | Současný majitel | Typ | Rok výroby | Historický od roku | Zdroj |
| -------------- | --------------- | ---------------- | --- | ---------- | ------------------ | ----- |
| Plzeň          | 135             | TMB              | 6Tr | 1949       | 1971               | [ 2 ] |